# Новоселовка (Сандиктауський район)
Новосе́ловка (каз. Новосёловка) — село у складі Сандиктауського району Акмолинської області Казахстану. Входить до складу Веселівського сільського округу.
Населення — 96 осіб (2021; 198 у 2009, 460 у 1999, 786 у 1989).
Національний склад станом на 1989 рік:
- німці — 52 %;
- росіяни — 27 %.